# Cymbium marmoratum
Cymbium marmoratum is een slakkensoort uit de familie van de Volutidae. De wetenschappelijke naam van de soort is voor het eerst geldig gepubliceerd in 1807 door Link.